# Stazione di Soresina
La stazione di Soresina è una stazione ferroviaria posta sulla linea Treviglio-Cremona, a servizio dell'omonima città lombarda.

## Storia

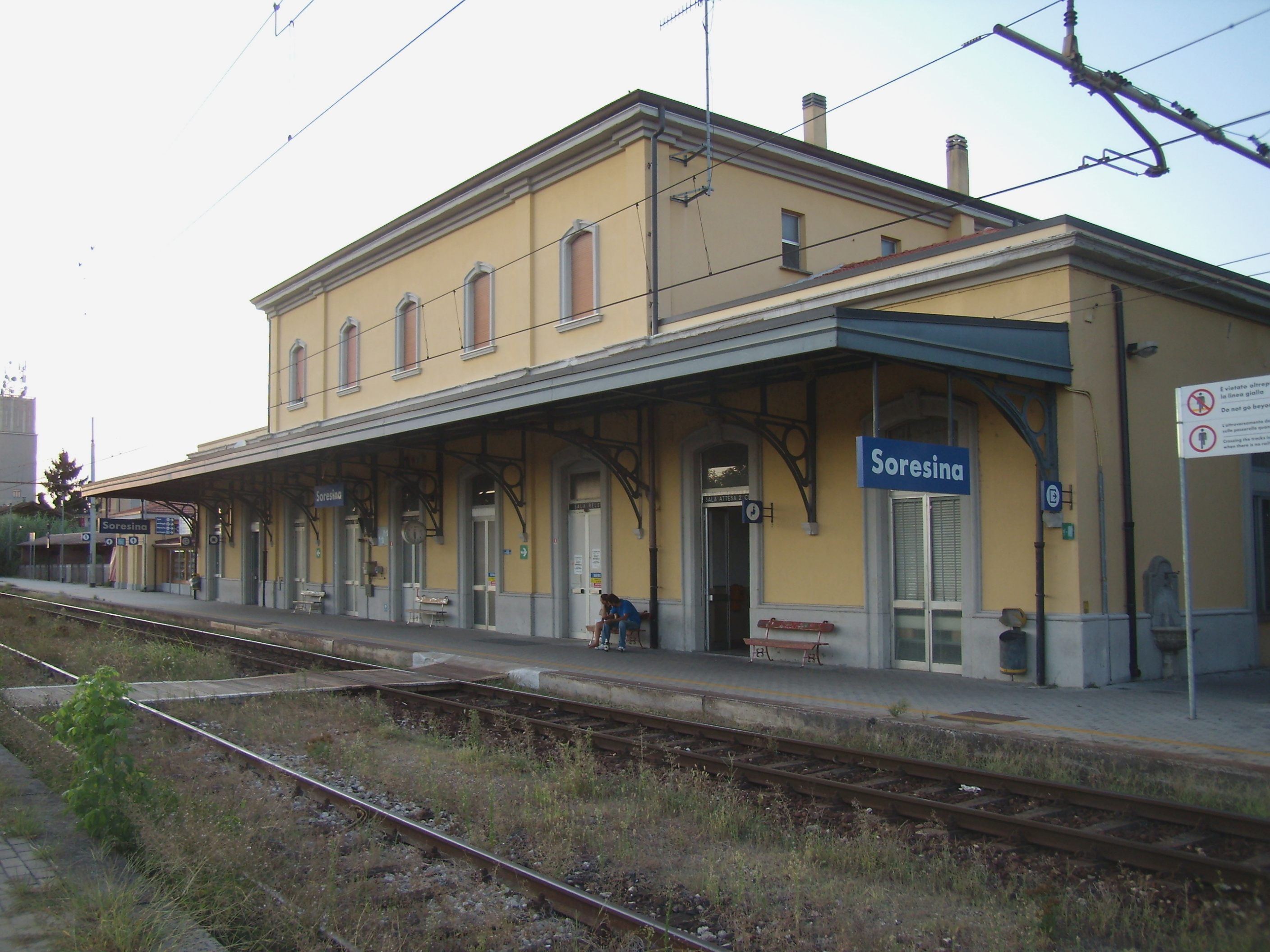
Il piazzale binari

La stazione di Soresina fu aperta nel 1863 insieme all'intera linea Treviglio-Cremona.
Dal 1914 fu affiancata dalla stazione SNFT, capolinea della linea per Soncino, prolungata successivamente fino a Cremona (1926) e Rovato (1932). La linea SNFT fu chiusa al traffico nel 1956.